# دراسات عربية

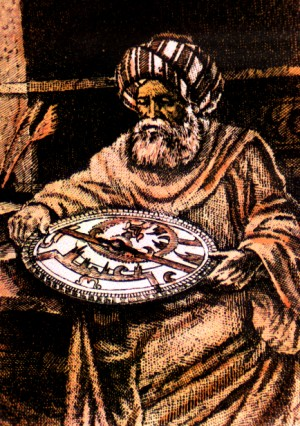
محمد بن جابر بن سنان البتاني، عالم فلك ورياضيات عربي مسلم.

الدراسات العربية هي تخصص أكاديمي يركز على دراسة العرب والعالم العربي. يتكون من أكثر من تخصص مثل الأنثروبولوجيا وعلم الاجتماع واللغويات والتأريخ وعلم الآثار والدراسات الثقافية والاقتصاد والجغرافيا والتاريخ والعلاقات الدولية والقانون والأدب والفلسفة وعلم النفس والعلوم السياسية والإدارة العامة وعلم الاجتماع. يعتمد هذا المجال على الأدب العربي القديم، بالإضافة إلى الروايات والتقاليد المكتوبة عن العرب من المستكشفين والجغرافيين في العالم العربي (الشرق الأوسط وشمال أفريقيا).

## تاريخ
تتحدث الدراسات العربية عن تاريخ الشرق الأوسط وشمال إفريقيا قبل ظهور الإسلام إلى الوقت الحاضر. وتُغطي مجموعة واسعة من الموضوعات، مثل الأساليب والمناهج والتاريخ الاستعماري والجنس والأبعاد البيئية والقانونية. يعتمد على التاريخ السياسي والاقتصادي والاجتماعي والثقافي للمنطقة.

## الجانب اللغوي

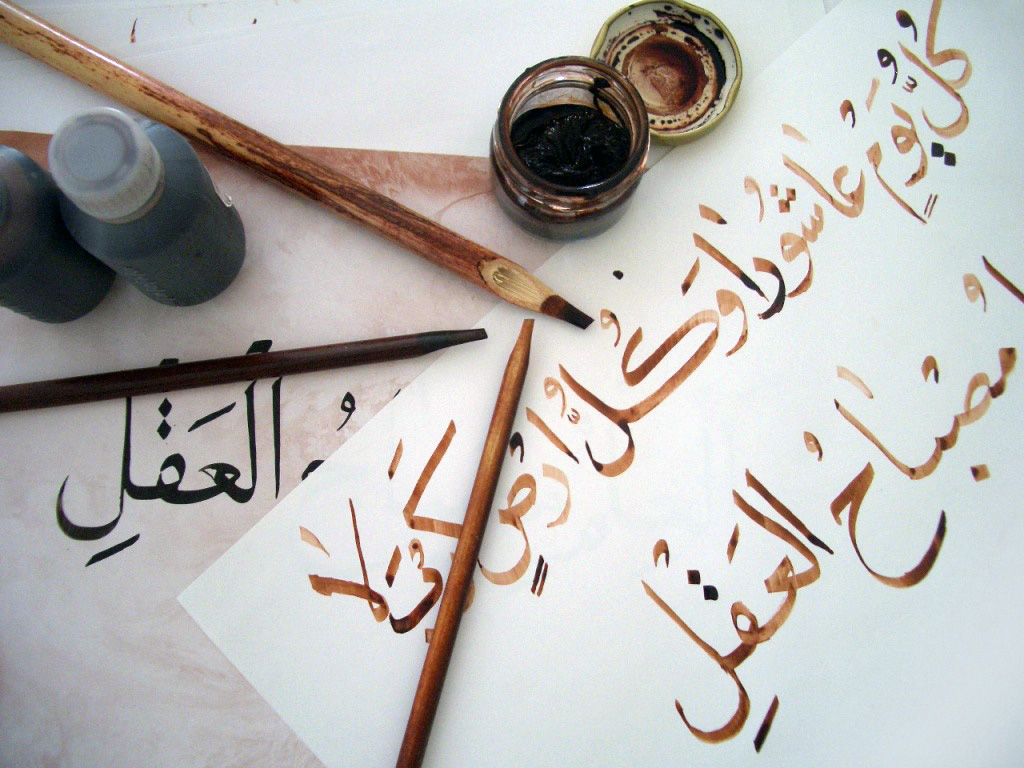
الخط العربي

اللغة العربية هي لغة يتحدث بها أكثر من 422 مليون شخص من المحيط إلى الخليج. ويشمل ذلك المغرب وموريتانيا في الغرب، ويمتد إلى العراق ودول الخليج والصومال في الشرق. تعتبر اللغة الرسمية لـ 26 دولة، وإحدى اللغات الرسمية الست للأمم المتحدة. وهي أيضًا اللغة المقدسة لأكثر من 1.7 مليار مسلم حول العالم، واللغة التي كُتبت بها بعضٌ من أعظم الأعمال الأدبية والعلمية والتاريخية في العالم. وفقًا لتعاليم الإسلام، فإن اللغة العربية الفصحى هي اللغة التي اختار الله من خلالها التحدث للبشرية من خلال النبي محمد في القرن السابع من بعد الميلاد. هي لغة القرآن الكريم، كتاب الإسلام المقدس. اللغة العربية الحديثة هي لغة الكتب ونشرات الأخبار والشعر والخطب السياسية في جميع أنحاء العالم العربي، وهي لغة يتعلمها كل طفل في المدرسة الابتدائية قراءة وكتابة، وهي لغة متنوعة من التقاليد الشعرية العربية، واللغة الدقيقة لعلماء الدين. توفر معرفة اللغة العربية فرصة للتواصل مع الناس في جميع أنحاء الشرق الأوسط، وشمال أفريقيا. اللغة العربية هي وسيلة لاستكشاف ما يقرب من 14 قرناً من أكثر التقاليد الفكرية تطوراً وتنوعاً وثراءً في العالم.

## مواضيع

### تاريخ العرب

توسع الخلافة الإسلامية.
التوسع في عهد النبي محمد، 622-632
التوسع خلال الخلافة الراشدة، 632-661، 632-661
التوسع خلال الخلافة الأموية، 661-750، 661-750

إن فهم تاريخ العرب يوفر الأساس الذي لا غنى عنه لفهم جميع جوانب العرب وثقافتهم. الموضوعات ذات الاهتمام الخاص هي:
- تاريخ العرب
- الفتوحات الإسلامية

### علم الكلام
علم الكلام من «العلوم الدينية» في الإسلام. في اللغة العربية، تعني الكلمة «مناقشة»، وتشير إلى التقليد العربي في البحث عن المبادئ اللاهوتية من خلال الديالكتيك. يُشار إلى عالم الكلام بالمُتكلم.
- علم آخر الزمان في الإسلام

### فلسفة

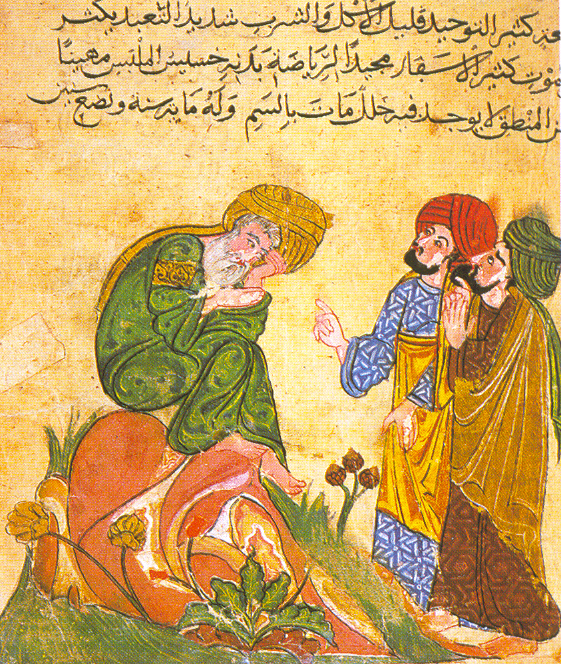
مخطوطة عربية من القرن الثالث عشر تصور سقراط في نقاش مع تلاميذه

الفلسفة العربية جزء من الدراسات العربية. تعتبر محاولة طويلة الأمد لتحقيق الانسجام بين الإيمان والعقل والفلسفة والتعاليم الدينية للعرب. المسلم الذي يعمل في هذا المجال يسمى فيلسوفا مُسلما. وهي مقسمة إلى مجالات مثل:
- الفلسفة الإسلامية المبكرة
  - ابن سينا
  - الرشدية
- الفلسفة العربية الحديثة
  - الفلسفة المتعالية
- قائمة الفلاسفة المسلمين
- الفلسفة الإشراقية

### العلوم
العلم العربي هو علم في سياق الأفكار التقليدية للعرب، بما في ذلك الأخلاق والنواهي. والعربي المنخرط في هذا المجال يسمى العالم المسلم. وهذا يختلف عن العلم الذي يمارسه أي مسلم في سياق علماني.

### الأدب

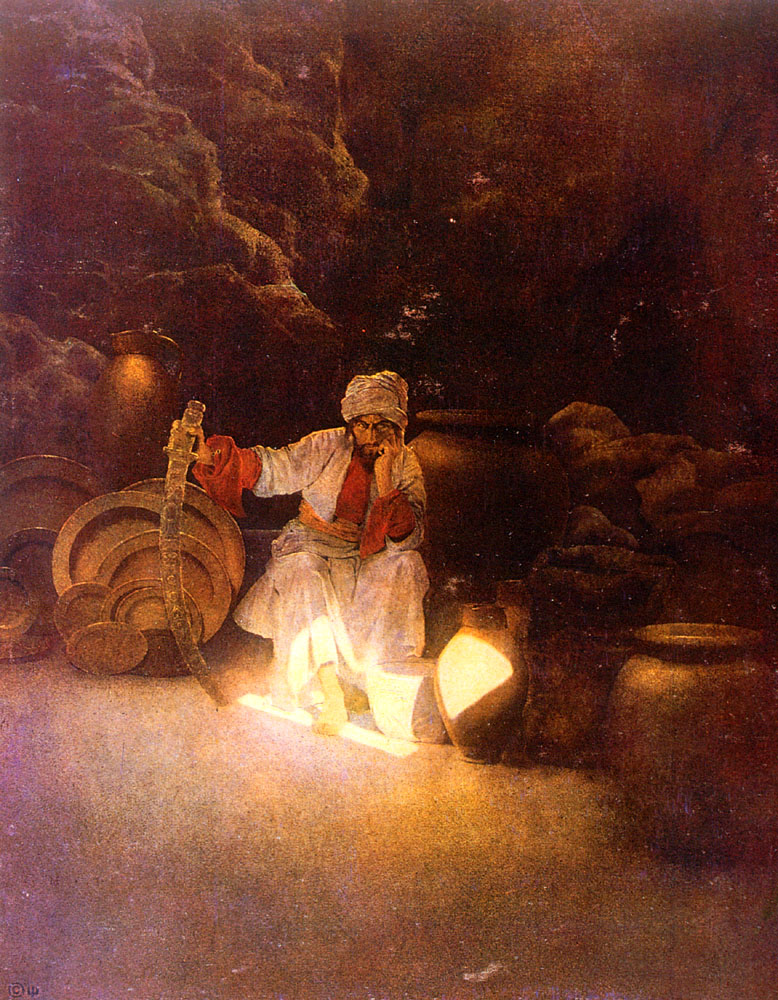
"علي بابا" لماكسفيلد باريش.

- الأدب العربي
  - أدب الملحمة العربية
- الشعر العربي

### الهندسة المعمارية
العمارة العربية هي مجموعة كاملة من العمارة التي تطورت داخل الثقافة العربية على مدار تاريخ العرب. ومن ثم يشمل المصطلح المباني الدينية والتعبيرات التاريخية والحديثة، وإنتاج جميع الأماكن التي وقعت تحت مستويات مختلفة من التأثير الإسلامي.

### الفن
- الخط العربي
- الخزف الغربي
- الموسيقى العربية

## مستعربون بارزون
- ويليام غرانارا
- جورج غريغوري
- غوستاف جرونبوم
- خليان ربيرة
- تشارلز ريو
- مكسيم رودنسون
- فرانز روزنتال
- وليام مونتغمري واط
- هانز فير
- يوليوس فلهاوزن
- أبراهام ويلوك
- فرانتس فبكه
- وليم رايت